# あのみちから遠くはなれて
『あのみちから遠くはなれて』（あのみちからとおくはなれて）は、GRAPEVINEの19枚目のオリジナル・アルバムである。2025年5月28日にSPEEDSTAR RECORDSより発売された。

## 概要
- 前作『Almost there』より約1年8カ月ぶりとなるアルバム。田中が付けた公式略称は「アミーチー」[1]。イタリア語で「友人」や「仲間」を意味する言葉に似ているが、田中はサンスクリット語で阿鼻地獄を意味する言葉をイメージしていた[2]。
- 配信シングルとしてリリースされた「NINJA POP CITY」「天使ちゃん」を含む全10曲収録。初回限定盤には、大阪時代のホームグラウンドだったumeda TRAD（旧梅田バナナホール）の閉館に際して開催された「GRAPEVINE The Decade Show : Trad Gala」より6曲のライブ映像を収めたDVD「LIVE AT UMEDA TRAD 2024」が付属する。また、VICTOR ONLINE STOREでは初回限定盤に「コブマスター」のバックパックにGRAPEVINEの刺繍ロゴを入れてカスタマイズした『GRAPEVINEオリジナルバックパック』を同梱した限定セットも販売。
- 2025年6月からはこのアルバムを引っ提げ、ライブツアー『GRAPEVINE TOUR 2025』を開催予定。

## 収録曲
全作詞：田中和将
1. どあほう
作曲：亀井亨
2. 天使ちゃん
作曲：田中和将・西川弘剛・亀井亨・高野勲・金戸覚
配信限定シングル。
3. ドスとF
作曲：亀井亨
4. わすれもの
作曲：亀井亨
5. my love, my guys
作曲：西川弘剛
6. NINJA POP CITY
作曲：亀井亨
配信限定シングル。
7. カラヴィンカ
作曲：亀井亨
8. はれのひ
作曲：亀井亨
9. 猫行灯
作曲：亀井亨
10. 追憶のビュイック
作曲：田中和将

### DVD（初回盤限定）
- 初回限定盤付属DVD「LIVE AT UMEDA TRAD 2024」

1. 吹曝しのシェヴィ
2. Time is on your back
3. Through time
4. 君を待つ間
5. 覚醒
6. Alright

## 演奏
- 田中和将：Vocal, Guitar
- 西川弘剛：Guitar
- 亀井亨：Drums
- 金戸覚：Bass
- 高野勲
  - Keyboards
  - Strings Arrangement (#2.4)
- 岡村美央グループ：Strings (#2.4)